# Amilcar CG
La Amilcar CG è una vettura di fascia medio-bassa prodotta dal 1924 al 1929 dalla casa francese Amilcar.

## Storia
La CG altro non era che una versione tranquilla e imborghesita della sportiva CGS introdotta l'anno prima e che si stava facendo notare in diverse competizioni. Con quest'ultima, la CG condivideva il telaio e gran parte della meccanica.
Perciò, su un telaio da 2.32 m di interasse venne montato un motore a 4 cilindri da 1074 cm³, con distribuzione ad asse a camme laterale. Tale unità motrice arrivava a erogare una potenza massima di 35 CV a 4500 giri/min.
La velocità massima era di circa 95 km/h.
La CG andava a porsi leggermente più in alto rispetto alla C4, un altro modello strettamente imparentato e che montava un motore da 1003 cm³.
La CG riscosse un discreto successo e fu prodotta fino al 1929.